# ジョセフ・マレー
ジョセフ・エドワード・マレー（Joseph Edward Murray、1919年4月1日 - 2012年11月26日）はアメリカ合衆国の外科医。ハーバード・メディカルスクール名誉教授。世界で最初の腎移植を行ったことで知られる。人間の病気治療に関する臓器および細胞移植の研究により、1990年にエドワード・ドナル・トーマスと共にノーベル生理学・医学賞を受賞した。

## 略歴
マサチューセッツ州ミルフォード生まれ。ホーリークロス大学を卒業後、ハーバード・メディカルスクールに入る。卒業後アメリカ陸軍に入隊し、ペンシルベニア州のValley Forge General Hospitalで外科を学ぶ。2001年、Surgery Of The Soulという自著伝を出版した。これは彼の14人の患者と彼らの病気や怪我への努力について書かれている。後に母校であるハーバード・メディカルスクールの名誉教授を務めた。
2012年11月26日、マレーが最初の腎移植を手がけたブリガム・アンド・ウィメンズ病院で死去。93歳没。

## 腎移植
1954年12月23日、マレーとJ. Hartwell Harrison はボストンのピーター・ベント・ブリガム病院（ブリガム・アンド・ウィメンズ病院の前身）にて、最初の腎移植に成功した。移植される腎臓は患者の一卵性双生児が提供した。他の何人かの外科医が後に続いた。1960年代、アザチオプリン等の免疫抑制剤の開発により、マレーは一卵性双生児以外の、無関係なドナーからの移植を可能とした。